# Exoprosopa latissima
Exoprosopa latissima är en tvåvingeart som beskrevs av Mario Bezzi 1924. Exoprosopa latissima ingår i släktet Exoprosopa och familjen svävflugor.
Artens utbredningsområde är Malawi. Inga underarter finns listade i Catalogue of Life.